# Carl-Jürgen Kaltenborn

Als Referent einer Tagung der CFK 1987

Carl-Jürgen Kaltenborn (* 1936 in Wernigerode) ist ein deutscher Theologe und Hochschullehrer.

## Leben
Kaltenborn war nach seinem Theologiestudium am Predigerseminar der Baptisten in Hamburg-Horn zunächst Gemeindepastor innerhalb des Bundes Evangelisch-Freikirchlicher Gemeinden in der ehemaligen DDR. Er arbeitete als Seelsorger der Gemeinde in Berlin-Weißensee. Mit der Gemeinde geriet er um 1963 in heftige Auseinandersetzungen. Grund war die während einer Predigt gestellte Frage, warum überzeugte Christen es ablehnten, ihre Kinder bei der Freien Deutschen Jugend oder den Jungpionieren anzumelden.
Kaltenborn setzte seine theologischen Studien an der Berliner Humboldtuniversität fort und promovierte mit einer Arbeit über Dietrich Bonhoeffer und dessen Schülerverhältnis zu Adolf von Harnack. Seine Habilitationsschrift (Diss. B) von 1976 galt einem Plädoyer für die nützliche Gewalt.
Anfang der 1970er-Jahre war Kaltenborn FDJ-Sekretär der Theologischen Fakultät der Humboldt-Universität und anschließend Internationaler Sekretär eines der führenden Mitglieder der Christlichen Friedenskonferenz. Seine Wahl zum Sekretär anstelle des verstorbenen Wolf-Dietrich Gutsch 1982 wurde von der Hauptabteilung (HA) XX (Staatsapparat, Kirchen, Kultur, Untergrund) des Ministeriums für Staatssicherheit und der kirchenpolitischen Abteilung des KGB gesteuert. Er publizierte in den Weißenseer Blättern.

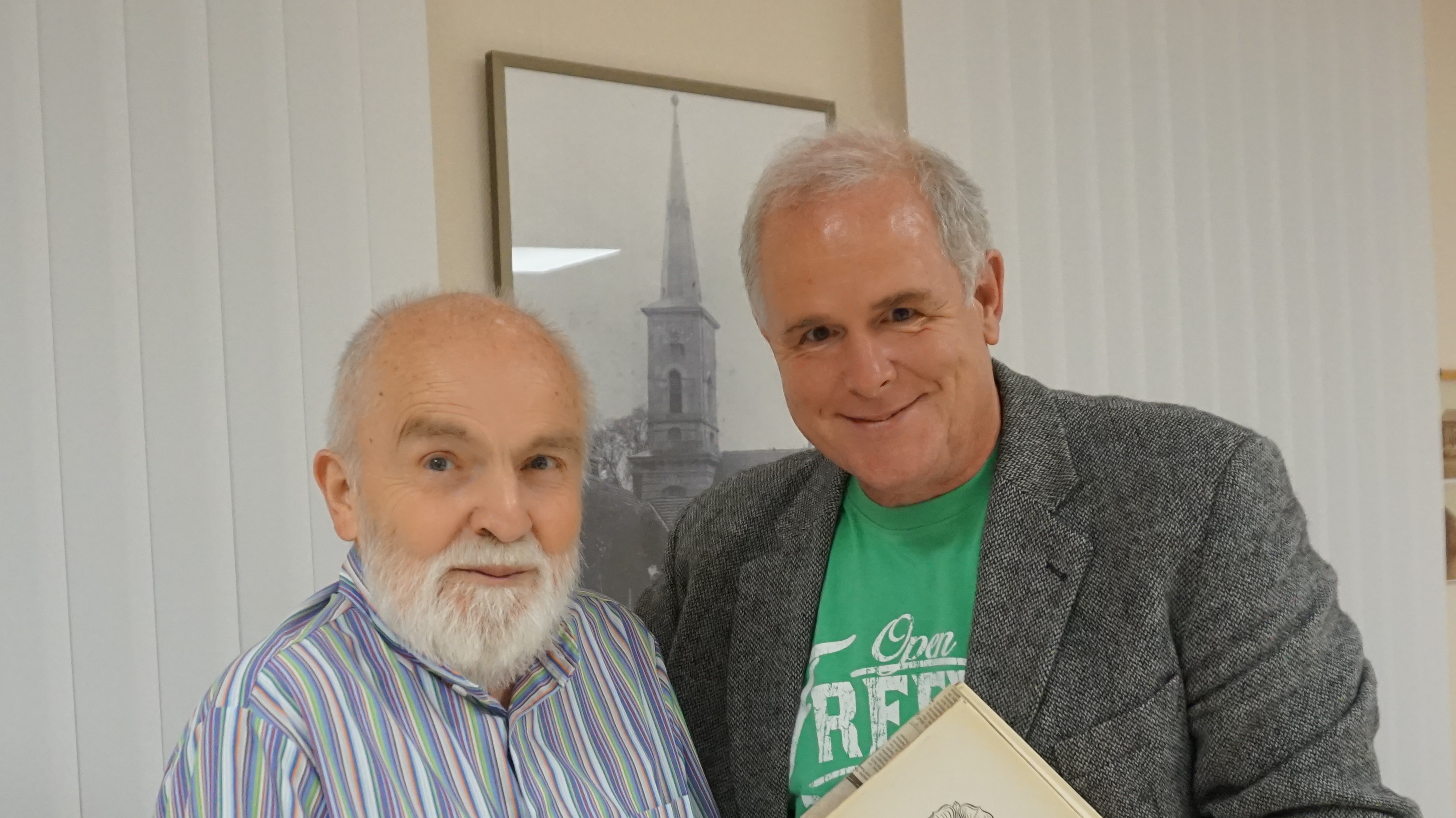
Carl-Jürgen Kaltenborn im September 2017 als Referent im Dorfgemeinschaftshaus Birkholz

Seit 1983 war er Professor für Ökumenik an der Humboldt-Universität. Er hielt Kontakt zu Christenräten in sozialistischen Staaten Afrikas und Amerikas und unternahm mehrere Studienreisen nach Kuba und Angola. Seit seiner Pensionierung als Hochschullehrer engagierte er sich als Gründer und als langjähriger Vorsitzender des Fördervereins Pankepark e. V. und im Netzwerk für Toleranz in Bernau. Außerdem war er einige Jahre Vorsitzender der Alexander-von-Humboldt-Gesellschaft,
Für die Autobiografie von Peter Franz schrieb Kaltenborn 2017 das einleitende „Freundeswort zuvor“.

## Schriften (Auswahl)
- Hans Joachim Iwand. Berlin: Union-Verlag 1971 (Reihe Christ in der Welt; H. 30)
- Adolf von Harnack als Lehrer Dietrich Bonhoeffers. Berlin: Evangelische Verlagsanstalt 1973 (Theologische Arbeiten; Bd. 31)
- Plädoyer für die nützliche Gewalt: Konsequenzen aus dem Mandat Gottes für uns. Berlin: Union-Verlag 1976 (Druckfassung der Diss. B)
- "Wenn diese schweigen, werden die Steine schreien" Von der christlichen Verantwortung für die Abrüstung. Gerhard Bassarak zum 60. Geburtstag, Berlin: Union-Verlag 1978
- Dietrich Bonhoeffer. (1966) Berlin: Union-Verlag 1985 (Reihe Christ in der Welt; H. 7)
- Antonio Vieira (1608–1697) – Biographische Skizze eines befreiungstheologischen Vorläufers. In: Alternativen denken. Kritisch emanzipatorische Gesellschaftstheorien als Reflex auf die soziale Frage in der bürgerlichen Gesellschaft. Herausgegeben vom Zentralinstitut für Philosophie. Zentralinstitut für Philosophie, Berlin 1991, S. 23–25. (Kolloquium zum Thema: Alternativen Denken, 4. und 5. Oktober 1991, Berlin).
- Eine-Welt-Fibel: Religion und Weltanschauung im Redlichkeitstest. Berlin: Verlag am Turm 1998, ISBN 3-932075-08-0
- Auferstehung für die Völker. Prosa und Lyrik / Ernesto Cardenal. Mit einer Einführung hrsg. von Carl-Jürgen Kaltenborn, Union Verlag Berlin 1981
- Abendmahl. Fest des geschwisterlichen Aufbruchs gegen den Tod, hrsg. Christliche Friedenskonferenz in der DDR, Ökumenisches Basisseminar Königswartha